# Premio Caracol de Bronce
El Caracol de bronce (en ruso: Бро́нзовая ули́тка, Brónzovaya ulitka) es un premio que se otorga anualmente en San Petersburgo desde 1992 a obras del género fantástico.  Fue instituido por el empresario y editor Alexandr Sidoróvich y Arkadi y Borís Strugatski; en 1991 se otorgó un premio análogo que ostentaba el nombre de Borís Strugatski.  
El presidente y único miembro del jurado es Borís Strugatski, que da el premio —la figurilla Caracol de bronce, cuyo nombre evoca la novela de Arkadi y Borís Strugatski “Caracol escalando una montaña” y el famoso hokku de Kobayashi Issaen mayo en cuatro categorías: novela, novela corta, cuento y crítica y ensayo. 

## Galardonados
Novela
- 1992 - Mijaíl Uspenski, El jinete de hierro fundido (Чугунный всадник)
- 1993 - André Stoliarov, Monjes bajo de la luna (Монахи под луной)
- 1994 - Viacheslav Rybakov, Graviplano "Tsesarévich" (Гравилет «Цесаревич»)
- 1995 - Andrei Lazarchuk, Soldados de Babel (Солдаты Вавилона)
- 1996 - Eduard Gevorkian, Tiempos de canallas (Времена негодяев)
- 1997 - Viacheslav Rybakov, Tirar de la cuerda (Дерни за верёвочку)
- 1998 - Borís Shtern, El etíope (Эфиоп)
- 1999 - Yevgeni Lukin, La zona de justicia (Зона справедливости)
- 2000 - Víktor Pelevin, Babel (aka Generation Π, Homo Zapiens)
- 2001 - Marina y Sergei Dyachenko, La Casa Armagedón (Армагед-дом)
- 2002 - Marina y Sergei Dyachenko, El valle de conciencia (Долина совести)
- 2003 - Sergéi Lukiánenko, Spectrum (Спектр)
- 2004 - Kirill Benediktov, La guerra por "Asgard" (Война за «Асгард»)
- 2005 - Vladimir Vasiliev (escritor), Alexander Gromov Antártida online (Антарктида online)
- 2006 - Dmitri Bykov, El encargado de evacuación (Эвакуатор)
- 2007 - Yevgeni Filenko, El bumerang para lanzar una vez (Бумеранг на один бросок)
- 2008 - Igor Sajnovski, El hombre que supo todo (Человек, который знал всё)
- 2009 - Dmitri Bykov, Los amortizados (Списанные)
- 2010 - Yana Dubiniánskaia, La subida de la temperatura mundial (Глобальное потепление)
- 2011 - Tim Skorenko, El jardín de Hieronymus Bosch (Сад Иеронима Босха)
- 2012 - Zajar Prilepin, El mono negro (Чёрная обезьяна)

Novela corta
- 1992 - Declarado desierto
- 1993 - Víktor Pelevin, OMON Ra (ОМОН Ра)
- 1994 - Declarado desierto
- 1995 - Aleksandr Schiogolev, Noche para siempre (Ночь навсегда)
- 1996 - Yevgeni Lukin, Allá, a la otra parte del Aqueronte (Там, за Ахероном)
- 1997 - Borís Shtern, ¡Viva Ninel! (Да здравствует Hинель!)
- 1998 - Yelena Jaietskaia, El oscurantista (Мракобес)
- 1999 - Vasili Schepteniov, La parte séptima de oscuridad (Седьмая часть тьмы)
- 2000 - Sergei Siniakin, Un monje en el extremo del mundo, (Монах на краю земли)
- 2001 - Marina y Sergei Dyachenko, El Don Quijote último (Последний дон Кихот)
- 2002 - Sergei Siniakin, El prisionero del Cáucaso (Кавказский пленник)
- 2003 - Alan Kubatiev, En busca del senor P. (В поисках господина П.)
- 2004 - Gennadi Prashkevich, El mamut blanco (Белый мамонт)
- 2005 - Gennadi Prashkevich, Territorio de pecado (Территория греха)
- 2006 - Aleksandr Zhitinski, Mayday, o pregunta a vuestros almas (Спросите ваши души)
- 2007 - Gennadi Prashkevich, Struldbrug ruso (Русский Струльдбруг)
- 2008 - Yevgeni Lukin, Existencia nuestra perforada (Бытие наше дырчатое)
- 2009 - Aleksei Lukianov, 'Taladrado profundo (Глубокое бурение)
- 2010 - Mijail Nazarenko, La isla Ceylon (Остров Цейлон)
- 2011 - Aleksei Lukianov, Alta tensión (Высокое давление)
- 2012 - Andréi Izmáilov, El juego del cajó (Игра в ящик)

Cuento
- 1992 - Mijail Veler, Quiero ir a París (Хочу в Париж)
- 1993 - Kir Bulychóv, Sobre miedo (О страхе)
- 1994 - Andrei Lazarchuk, La momia (Мумия)
- 1995 - Borís Shtern, Koschei el Inmortal, el poeta de demonios (Кащей бессмертный — поэт бесов)
- 1996 - Pavel Kuzmenko, La ensalada de Beirut (Бейрутский салат)
- 1997 - Nikolai Yutanov, Amanzhol (Аманжол)
- 1998 - Andrei Lazarchuk, Mijail Uspenski, Submarino Amarillo “Joven comunista de Mordovia” (Желтая подводная лодка «Комсомолец Мордовии»)
- 1999 - Vasili Schepteniov, Pececillo dorado (Позолоченная рыбка)
- 2000 - Yevgeni Lukin, La tierra del sol poniente (В стране заходящего солнца)
- 2001 - Viacheslav Rybakov, Regresos (Возвращения)
- 2002 - Marina y Sergei Dyachenko, Baloncesto (Баскетбол)
- 2003 - Andrei Lazarchuk, El gato tiene cuatro patas... (У кошки четыре ноги...)
- 2004 - Leonid Kaganov, El hámster (Хомка)
- 2005 - Alksei Kalugin, En el jardín (В саду»)
- 2006 - Oleg Ovchinnikov, La estrella como un regalo (Звезда в подарок)
- 2007 - Andrei Salomatov, Un ángel  gris (Серый ангел)
- 2008 - Maria Galina, El lazarillo (Поводырь)
- 2009 - Yulia Zonis, Me-gi-do (Ме-ги-до)
- 2010 - Marina y Sergei Dyachenko, Emperador (Император)
- 2011 - Maria Galina, ¡Bienvenidos al país hermoso! (Добро пожаловать в прекрасную страну!)
- 2012 - Declarado desierto

Crítica y ensayo
- 1992 - Sergei Peresleguin, ...Ilusiones y el camino (...Иллюзии и дорога)
- 1993 - Roman Arbitman, Vivimos dos veces solamente (Живем только дважды)
- 1994 - R. Kats, La historia de la ciencia ficción soviética (История советской Фантастики)
- 1995 - Viacheslav Rybakov,  Dando vueltas en busca del sentido  (Кружась в поисках смысла)
- 1996 - Sergei Peresleguin,  El centro de tifón (Око тайфуна)
- 1997 - Eduard Gevorkian, Los soldados de la guardia de terracota (Бойцы терракотовой гвардии)
- 1998 - Yevgeni Lukin, El decreto sobre anulación de los verbos: el manifesto del partido de nacional-lingüistas (Декрет об отмене глагола: манифест партии национал-лингвистов)
- 1999 - Sergei Peresleguin, El ciclo de epílogos para los volúmenes 6-13 del serie “Los mundos de los hermanos Strugatski”
- 2000 - Vadim Kazakov, Aleksei Kerzin y Yuri Fleishman,  Bibliografía de las obras de los hermanos Strugatski (Библиография произведений братьев Стругацких)
- 2001 - Anatoli Britikov, La literatura rusa de ciencia ficción (Отечественная научно-фантастическая литература)
- 2002 - Kirill Yeskov, Nuestra respuesta a Francis Fukuyama (Наш ответ Фукуяме)
- 2003 - Gennadi Prashkevich, Una pequeña guía de CF (Малый бедекер по НФ)
- 2004 - Kir Bulychóv, La hijastra de la época (Падчерица эпохи) (a título póstumo)
- 2005 - Alan Kubatiev, El Dante de madera y de bronce (Деревянный и бронзовый Данте, или Ничего не кончилось)
- 2006 - Alan Kubatiev, Que le ha dado los aquilas de oro bizantinos? o Pensamientos sobre la mesa emporcada con libros («Что дали ему Византии орлы золотые?..». Раздумья над столом, замусоренным книгами)
- 2007 - Sergei Sobolev (publicista), La historia alternative: manual para la gente practicando el cronoautoestopismo (Альтернативная история: пособие для хронохичхайкеров)
- 2008 - Gennadi Prashkevich, La esfinge  roja. La historia de la ciencia ficción rusa desde Vladímir Odóyevski a Borís Shtern (Красный сфинкс. История русской фантастики от В. Ф. Одоевского до Бориса Штерна)
- 2009 - Ant Skalandis, Los hermanos Strugatski (Братья Стругацкие)
- 2010 - Nikolai Romanetski, 13 opiniones de nuestro camino (Тринадцать мнений о нашем пути)
- 2011 - Sergei Peresleguin, El regreso a las estrellas: ciencia-ficción y evologia (Возвращение к звездам: Фантастика и эвология)
- 2012 - Sergei Peresleguin, La navaja de Okkama (Опасная бритва Оккама)